# Kullen (Hügel)
Der Kullen (norwegisch für Kuppe) ist ein Hügel an der Prinzessin-Martha-Küste des ostantarktischen Königin-Maud-Lands. Im südlichen Teil des Ahlmannryggen ragt er 3 km nördlich der Göstapiggane auf.
Norwegische Kartographen, die ihn auch deskriptiv benannten, kartierten ihn anhand von Luftaufnahmen und Vermessungen der Norwegisch-Britisch-Schwedischen Antarktisexpedition (1949–1952) und zwischen 1958 und 1959 entstandenen Luftaufnahmen der Dritten Norwegischen Antarktisexpedition (1956–1960).